# Чубак
Чубак (Ptiliogonys) — рід горобцеподібних птахів родини чубакових (Ptiliogonatidae). Містить 2 види.

## Поширення
Вид поширений у Центральній Америці (Мексика, Гватемала, Коста-Рика, Панама).

## Види
- Ptiliogonys cinereus — чубак сірий
- Ptiliogonys caudatus — чубак довгохвостий